# بليك باويل
بليك باويل (بالإنجليزية: Blake Powell)‏ (18 أبريل 1991 بسيدني في أستراليا - ) هو لاعب كرة قدم أسترالي في مركز الهجوم. لعب مع سيدني تايغرز وWellington Phoenix FC Reserves ‏ وBonnyrigg White Eagles FC ‏ وSutherland Sharks FC ‏.